# Rožďalovická tabule
Rožďalovická tabule je geomorfologický okrsek na severu a severozápadě Mrlinské tabule, ležící v okresech Nymburk a Mladá Boleslav ve Středočeském kraji a v okrese Jičín v Královéhradeckém kraji.

## Poloha a sídla

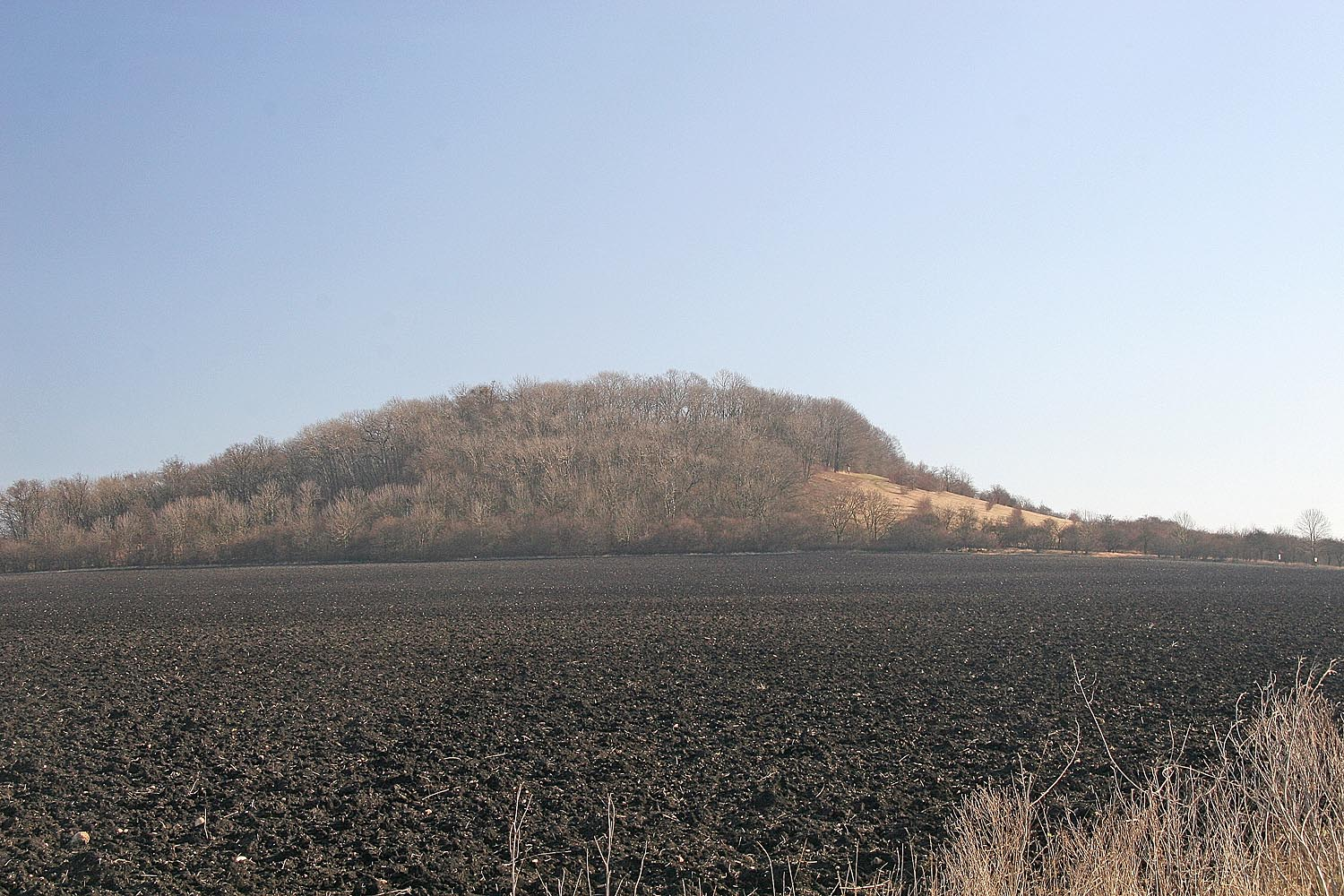
Vrch Chotuc

Území okrsku leží zhruba mezi sídly Rožďalovice (na východě), Dymokury (na jihovýchodě), Křinec (na jihu), Loučeň (na jihozápadě), Košík (na západě), Domousnice (na severozápadě), Libáň (na severu) a Kopidlno (na severovýchodě). Některá z těchto sídel do okrsku zasahují částečně či větší částí, titulní město Rožďalovice a města Libáň a Kopidlno zde leží celá. Dále je zde obec Dětenice.

## Geomorfologické členění
Okrsek Rožďalovická tabule (dle značení Jaromíra Demka VIB–3D–2) náleží do celku Středolabská tabule a podcelku Mrlinská tabule.
Dále se člení na podokrsky Kopidlenská kotlina na severu a Křinecká tabule na jihu.
Tabule sousedí s dalšími okrsky Středolabské tabule (Královéměstecká tabule na jihovýchodě a Milovická tabule na jihu) a s celky Jizerská tabule na západě a Jičínská pahorkatina na severu a východě.

## Významné vrcholy
Nejvyšším vrcholem Rožďalovické tabule je Ostrá hůrka (278 m n. m.).
- Ostrá hůrka (278 m), Kopidlenská kotlina
- Holoviska (248 m), Křinecká tabule
- Chotuc (255 m), Křinecká tabule
- Kuncberk (215 m), Křinecká tabule